# مصطفى حداد
مصطفى حداد (ولد 1930 م) هو سياسي سوري، وزير ورئيس لجامعة دمشق، وأستاذ جامعي.

## سيرته
وُلد مصطفى حدَّاد في مدينة سلقين بمحافظة إدلب، عام 1930، ودرس في مدارسها ومدارس حلب الحكومية، ثم نال دبلوم في التربية والتعليم من الجامعة السورية سنة 1953. انتسب في مطلع خمسينيات القرن العشرين إلى حزب البعث العربي الاشتراكي، وسافر إلى فرنسا لنيل شهادة (دكتوراه) من جامعة السوربون سنة 1959بمرتبة الشرف الممتازة.عاد إلى دمشق وعُين مدرِّسًا في قسم العلوم الطبيعية في الجامعة السورية بعد أن تغيَّر اسمها إلى جامعة دمشق.عمل مديراً لبحوث التعليم العربي التابعة للمنظمة العربية للتربية والثقافة والعلوم. 

## مناصبه
- وزير التربية (13 تشرين الأول 1963 - 28 أيلول 1968)
  - سبقه في المنصب: الدكتور شاكر الفحام
  - خلفه في المنصب: سليمان الخش

- وزير التعليم العالي (29 تشرين الأول 1968 - 3 نيسان 1971)
  - خلفه في المنصب: الدكتور شاكر الفحام

- وزير النفط والكهرباء (3 نيسان 1971 - 23 تشرين الأول 1972)
  - خلفه في المنصب: فائز الناصر

- رئيس جامعة دمشق (25 حزيران 1977 - 23 أيار 1981)
  - سبقه في المنصب: الدكتور محمد الفاضل
  - خلفه في المنصب: الدكتور محمد زياد الشويكي

## كتبه وآثاره
- التشكل النباتي .

- رمزية الأنثى في الشعر الجاهلي .[4]